# Wichren
Der Wichren (bulgarisch Вихрен), gelegen im Pirin-Nationalpark, ist der höchste Berg des Piringebirges. Charakteristisch sind das weiße Marmorgestein des Gipfels sowie seine über 400 Meter hohe Nordwand.
Der Gipfel ist ohne Schwierigkeiten aus Süden zu erwandern, jedenfalls bei Schneefreiheit. Nächstgelegener Ort ist Bansko, etwa 15 Kilometer entfernt. Alpinistisch interessant ist die 400 Meter hohe Nordwand des Gipfels. Ihre Erstbegehung ist den deutschen Bergsteigern Dr. Heinrich Auer und Bernhard Chr. Mosl im Jahre 1934 gelungen. Vom Felscharakter her ähneln die Routen der Wand den alpinistischen Routen in den Dolomiten.
Die Aussicht vom Gipfel kann extrem weit reichen: Im Süden ist es möglich, den Mytikas in gut 200 km und den Athos in etwa 195 km Entfernung zu sehen; sogar bis zum 260 km entfernten Pourianos Stavrors kann der Blick reichen. Im Südwesten schaut man weit nach Mazedonien hinein, bis zum über 200 km entfernten Pelister. Im Norden sieht man das Rila-Gebirge mit dem Musala sowie im Nordosten das Balkangebirge mit seinem höchsten Berg, dem Botew.
Der Berg ist Namensgeber für die an seinem Fuß gelegene Hütte und den Vihren Peak auf der Livingston-Insel in der Antarktis.

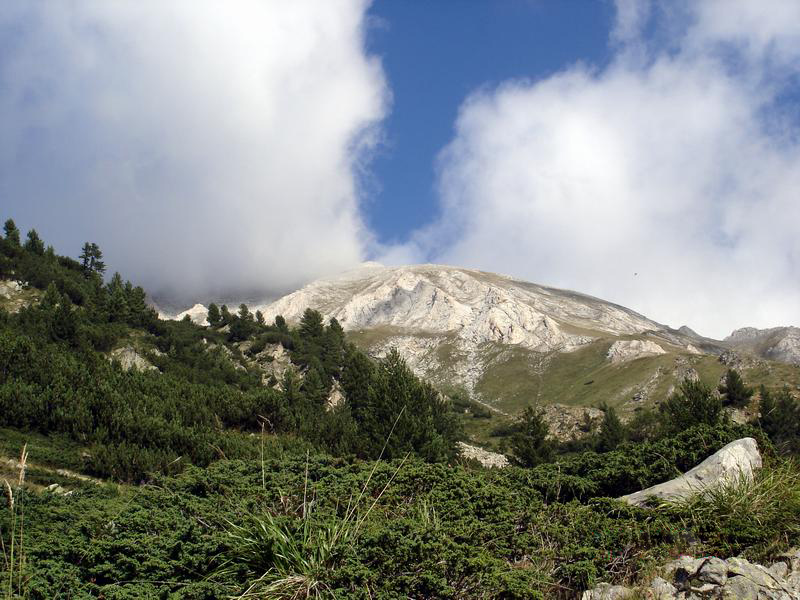
Der Wichren von der gleichnamigen südlich gelegenen Berghütte aus gesehen (bulgarisch хижа Вихрен)
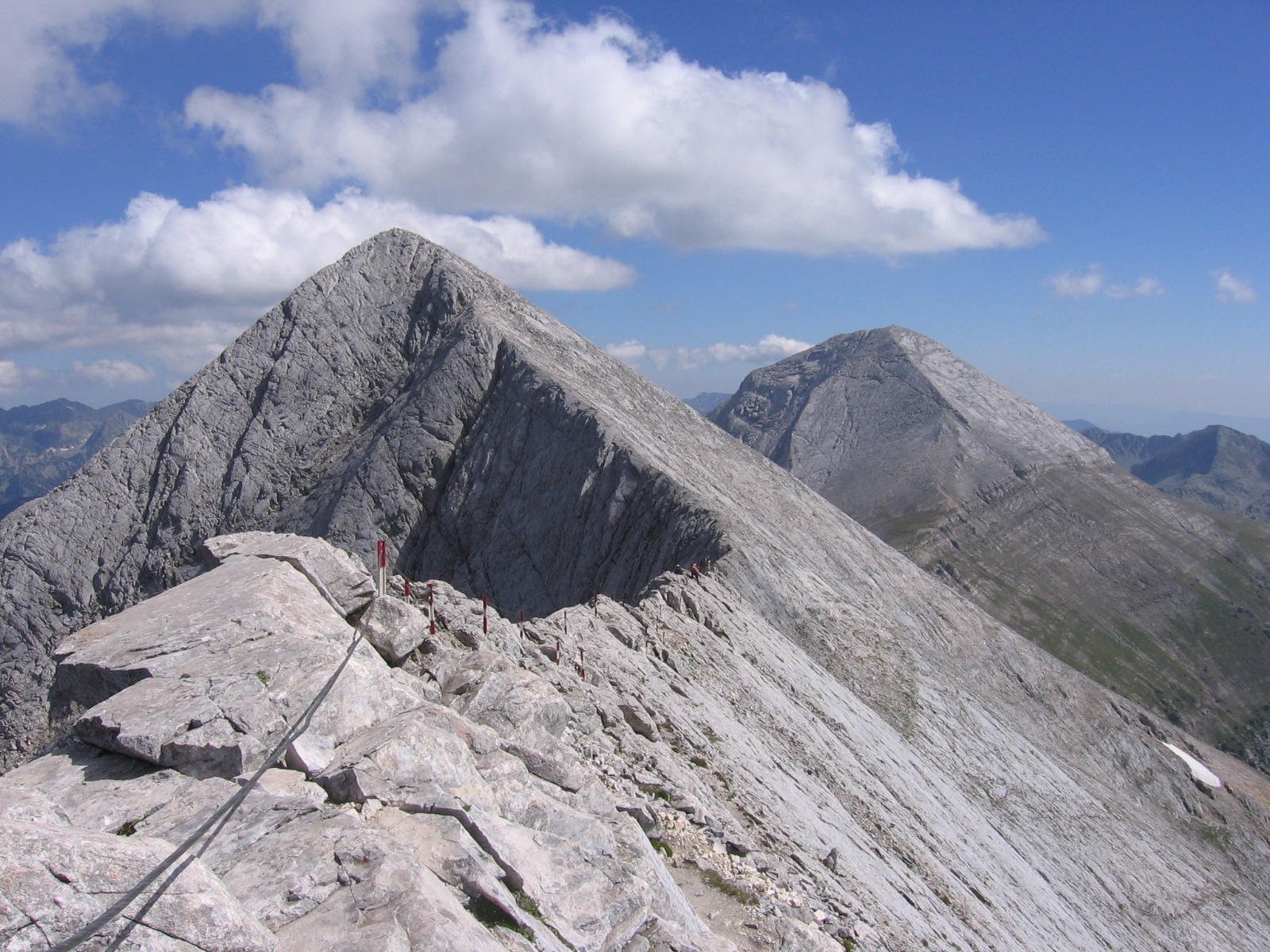
Blick von Westen auf den Kontscheto-Sattel (bulg. für „das Pferdchen“), Kutelo (2908 m) und Wichren (im Hintergrund)
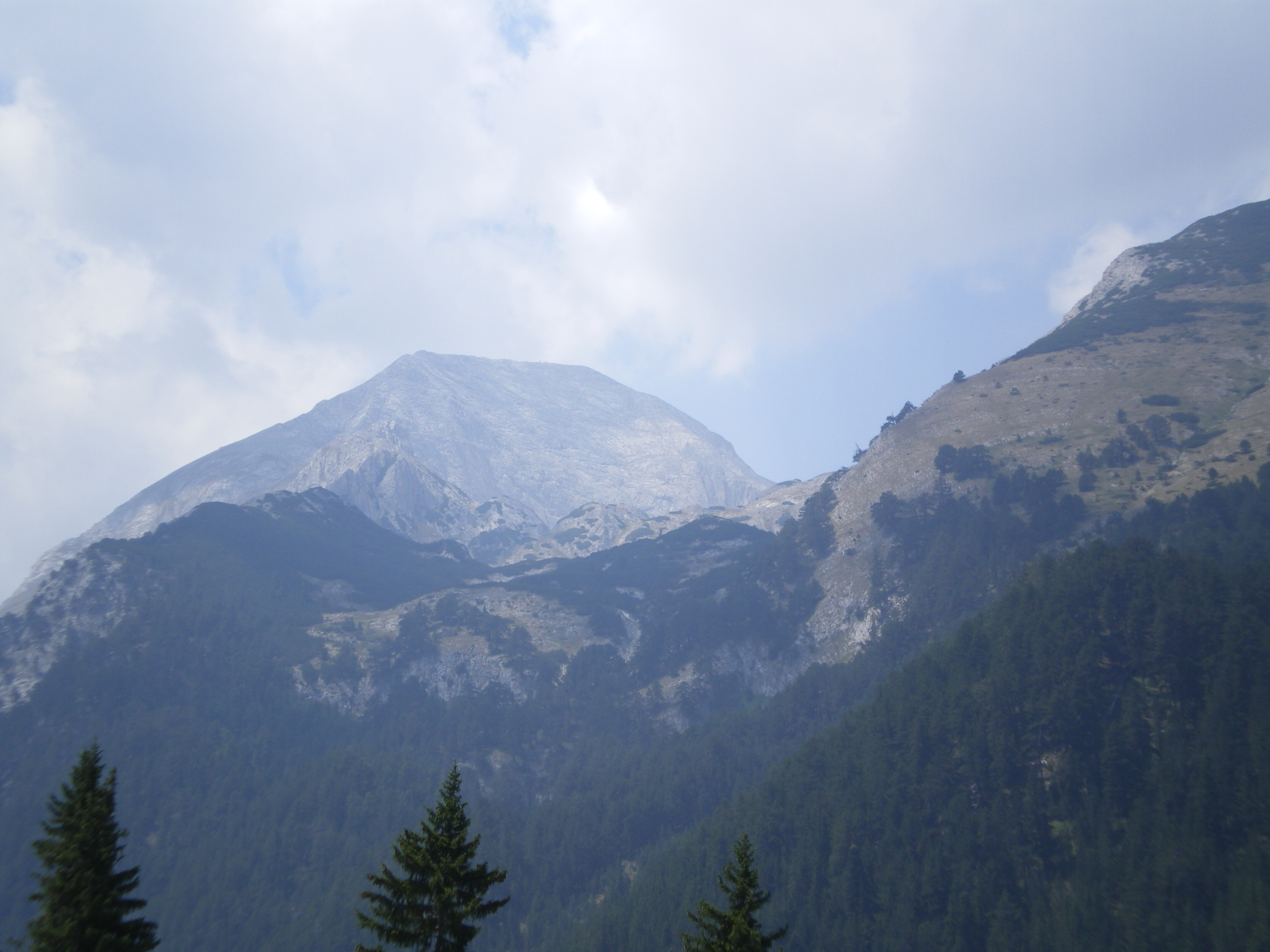
Die Nordseite des Gipfels
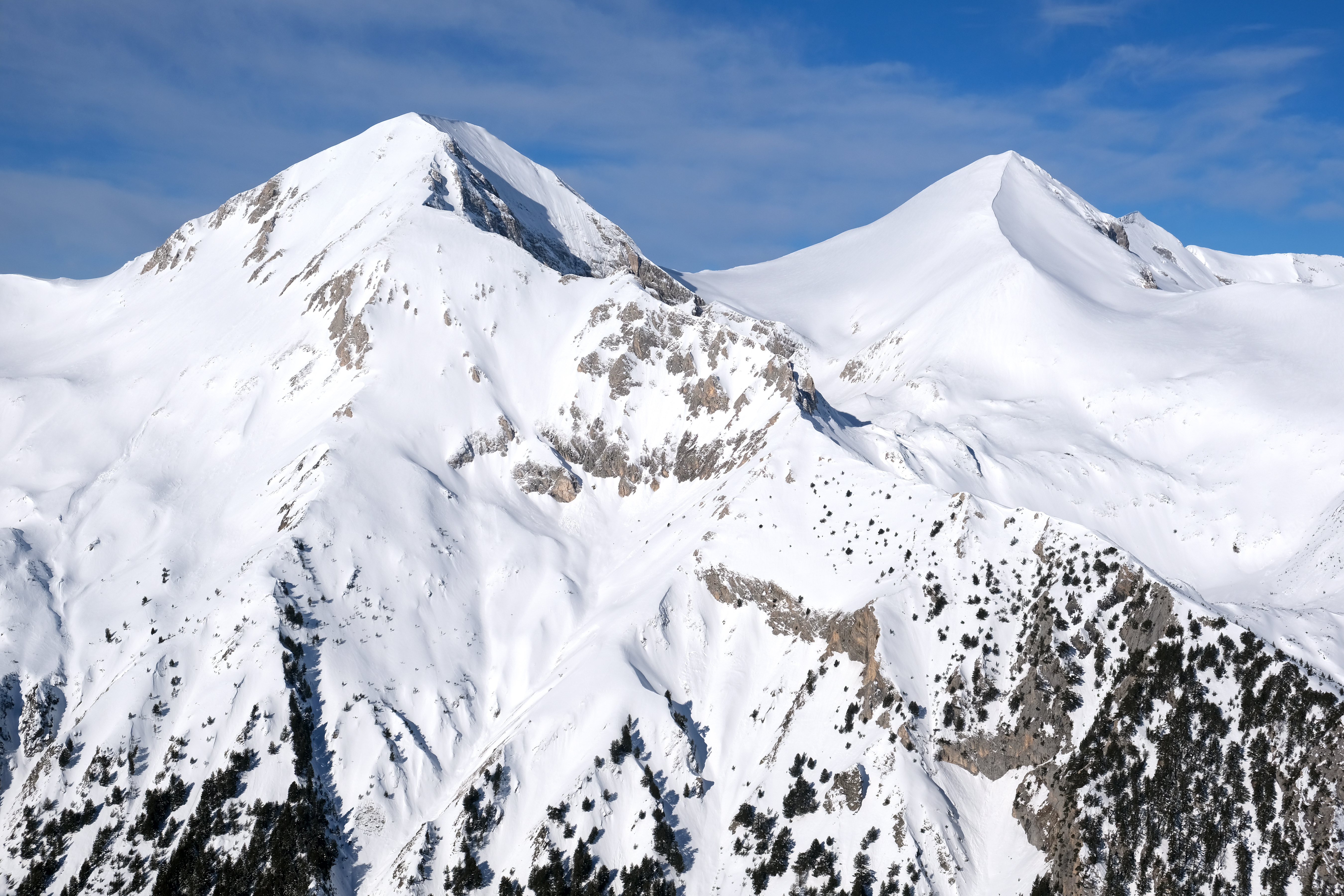
Die Gipfel Wichren (links im Bild) und Kutelo im Winter
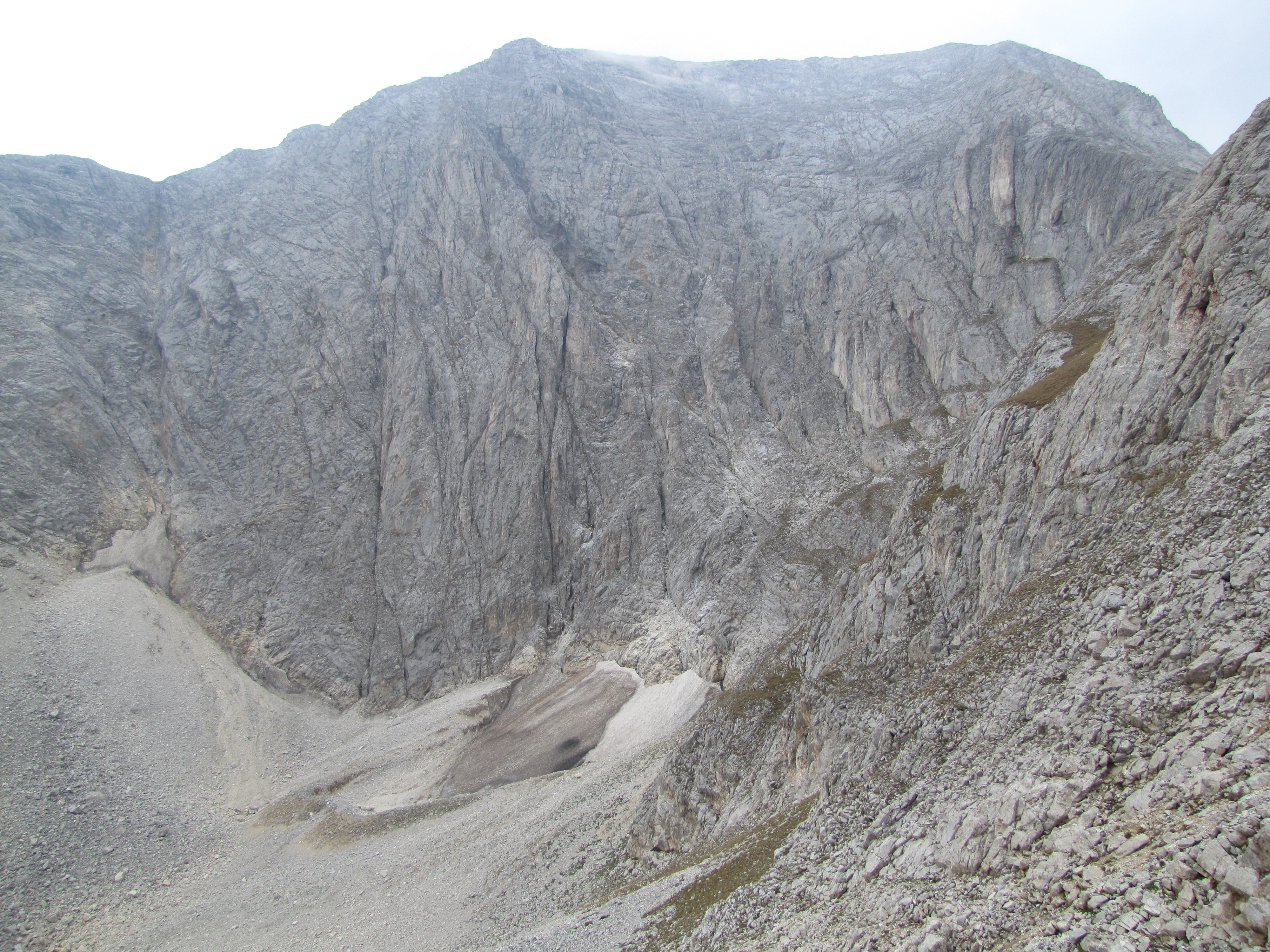
Die Nordwand des Gipfels